# الشركة العامة للمقاولات والمعدات والأشغال
الشركة العامة للمقاولات والمعدات والأشغال أو اختصارا سومترا-جات (بالفرنسية: Société générale d'entreprises de matériel et de travaux أو اختصارا SOMATRA-GET) هي مؤسسة عمومية تونسية تأسست في 1971. مجال عملها الأساسي هو البناء والأشغال العامة وذلك في مختلف مناطق الجمهورية التونسية.
قامت الشركة بإنشاء عدة بنايات معروفة منها جامع مالك بن أنس ومدينة العلوم في تونس العاصمة، إلى جانب العديد من منشئات البنية التحتية والطرقات والشركات والمؤسسات الطاقية.

## الموظفين

### القارين
لدى الشركة 550 (2009) موظف قار موزعين على:
- 40 إطار عالي يتمتعون بخبرة تفوق 25 عاما في إدارة الأعمال والمشاريع الأكثر تعقيدا.
- 164 إطار تنفيذ من تقنيين سامين ومشرفي أعمال وموظفين إداريين.
- 34 عونا تنفيذيا وتقنيا وإداريا.
- 312 عونا تقنيا لإصلاح وصيانة معدات الأسطول وسياقتها.

### الغير القارين
شغلت الشركة حسب السنوات ما يلي:
| 2005 | 2006 | 2007 | 2008 | 2009 |
| ---- | ---- | ---- | ---- | ---- |
| 1844 | 1897 | 2155 | 2256 | 2492 |

## المعاملات
كانت معاملات الشركة بدون الأداء على القيمة المضافة مايلي:
| 2005              | 2005   | 2006   | 2007   | 2008   | 2009    |
| ----------------- | ------ | ------ | ------ | ------ | ------- |
| بالدينار التونسي  | 000 47 | 000 52 | 000 54 | 000 83 | 000 101 |
| بالدولار الأمريكي | 800 33 | 395 37 | 834 38 | 590 59 | 635 72  |

## المشاريع

### وطنيا
- الجزء الرابط بين قابس ورأس جدير من الطريق السيارة المغاربية.
- جامع مالك بن أنس.
- مدينة العلوم.
- قصر الرياضة بالمنزه.

### دوليا
- إعادة تجديد دار تونس (Maison de la Tunisie) في المدينة الجامعية الدولية في باريس (فرنسا).
- تصميم وتنفيذ بنية تحتية متكاملة في منطقة الحواميد في نالوت (ليبيا).

## روابط خارجية
- الموقع الرسمي.